# Mazuca verhulsti
Mazuca verhulsti là một loài bướm đêm trong họ Noctuidae.